# NGC 2047
NGC 2047 je otvoreni skup u zviježđu Stolu. 

## Vanjske poveznice
- SEDS: NGC 2047